# Elettrotreno ETR 563
Gli elettrotreni ETR 563 sono una serie di elettrotreni della serie Civity costruiti dalla Construcciones y Auxiliar de Ferrocarriles (CAF) per la Regione Friuli-Venezia Giulia.

## Utilizzo
Si tratta di elettrotreni denominati "Civity", a cinque casse su sei carrelli.
Tali convogli sono utilizzati da Trenitalia per i servizi regionali oggetto di contratto di servizio sottoscritto con la Regione. Inoltre vengono utilizzati per i servizi transfrontalieri Udine-Trieste-Lubiana. Il primo treno fu consegnato nel luglio 2012. È in produzione un'ulteriore serie da impiegare sulla linea Udine-Tarvisio, con alimentazione bitensione, così da poter percorrere le linee austriache fino a Villach.